# I emendamento della Costituzione degli Stati Uniti d'America
Il I emendamento della Costituzione degli Stati Uniti d'America garantisce la terzietà della legge rispetto al culto della religione e il suo libero esercizio, nonché la libertà di parola e di stampa, il diritto di riunirsi pacificamente; e il diritto di appellarsi al governo per correggere i torti. 
Esso, inoltre, proibisce al Congresso degli Stati Uniti d'America di "fare alcuna legge per il riconoscimento di qualsiasi religione". Fu approvato nel 1789 e ratificato con altri 12 emendamenti nel 1791. Sebbene il primo emendamento proibisca solo che vengano abrogati da leggi fatte dal Congresso i diritti sopra menzionati, le corti lo hanno interpretato come applicabile più propriamente.
Poiché il primo comma nel corpo della costituzione è riservato a tutti i legislatori del congresso, le corti hanno stabilito che i termini del primo emendamento si estendono a tutti i campi dell'ambito giudiziale e quindi le limitazioni del primo emendamento sono estese anche agli stati.

## Testo
(Primo emendamento della Costituzione degli Stati Uniti d'America)

## Istituzione della religione

La Carta dei diritti (Bill of Rights) degli Stati Uniti. Archivi nazionali.

È la norma del primo emendamento che proibisce ai governi federali e statali di istituire una religione ufficiale o di favorire o sfavorire un punto di vista religioso rispetto a un altro.
Originariamente, il primo emendamento trovava applicazione solo presso il governo federale. Un certo numero di stati effettivamente aveva chiese istituzionalizzate.
Quando il primo emendamento fu ratificato alcune di queste restarono tali fino all'inizio del diciannovesimo secolo.
Successivamente con la sentenza Everson contro provveditorato scolastico (1947) la clausola istitutiva venne incorporata (e fatta applicare contro gli stati). Comunque questo non avvenne fino alla metà del ventesimo secolo, quando la Corte suprema degli Stati Uniti d'America iniziò ad interpretare la clausola istitutiva e le clausole di libera professione in una maniera tale da proibire la diffusione di una o un'altra religione da parte degli stati.
In Provveditorato del distretto scolastico della cittadina di Kiryas Joel contro Grumet, 512 U.S. 687 (1994), il giudice David Souter in rappresentanza della maggioranza concluse che "il governo non può far prevalere una religione su un'altra e neppure l'irreligione sulla religione"

## Separazionisti
Everson usò la metafora del muro, per la separazione tra Stato e Chiesa, traendola dalla corrispondenza di Thomas Jefferson. La separazione era ormai stata istituita da molto nelle decisioni della Corte Suprema, ad iniziare con Reynolds contro Stati Uniti del 1879 quando la Corte esaminò la storia dell'inizio della Repubblica per decidere se limitare le libertà dei Mormoni riguardo alla poligamia. Il presidente della Corte Morrison Waite, che si consultò con lo storico George Bancroft, contestò in una certa misura Memoria e rimostranza contro le valutazioni religiose di James Madison, autore della bozza del primo emendamento; Madison usò come metafora una "grande barriera".
Il giudice Hugo Black adottò le parole di Jefferson in nome della Corte e concluse che "il governo deve essere neutrale tra religioni e non-religioni: non può promuovere, sostenere o sovvenzionare una religione o delle istituzioni religiose." La corte lo ha affermato spesso a maggioranza ma mai con votazione unanime.
Warren Nord in "Does God Make a Difference?" ha caratterizzato la tendenza generale dei dissensi come una lettura più debole del primo emendamento; I dissensi tendono ad essere "meno preoccupati circa i pericoli del riconoscimento e meno preoccupati di proteggere i diritti del libero esercizio, in particolare delle minoranze religiose".
A cominciare con la stessa decisione di Everson, che permise ai provveditorati delle scuole del New Jersey di pagare il trasporto alle scuole parrocchiali, la Corte ha utilizzato vari testi per determinare quando nel muro di separazione si è creata una breccia. La decisione Everson fu la prova che il riconoscimento esisteva quando ad una religione veniva fornito aiuto ma che il trasporto era giustificabile perché il vantaggio che ne traevano i bambini era più importante.
Nei casi della preghiera nelle scuole all'inizio del 1960. (Engel contro Vitale and Abington School District contro Schempp) l'aiuto sembrava irrilevante; La Corte si espresse sulla base che un'azione legittima serviva un proposito secolare ma fondamentalmente non era un sostegno alla religione.
Nella Commissione Walz contro Tax, la Corte stabilì che un'azione legittima non poteva imbrigliare il governo con la religione; in Lemon contro Kurtzman, questi punti si combinarono dichiarando che un'azione non costituiva riconoscimento ; il suo effetto principale o primario non è di proporre o di inibire la religione; e non incoraggia un eccessivo coinvolgimento del governo con la religione;
In Lemon contro Kurtzman, questi punti si combinarono dichiarando che un'azione non significasse riconoscimento se lo statuto aveva un intento secolare il suo effetto primario o principale non propone né inibisce la religione; e non incoraggia un eccessivo coinvolgimento dello stato con la religione.
Questa prova Lemon è stata criticata da giudici e studiosi di legge, ma rimane comunque il principale strumento mediante il quale la Corte impone la di Riconoscimento In Agostini Felton, il punto di coinvolgimento della prova Lemon  .

### Gli Accomodazionisti
Gli Accomodazionisti, d'altra parte, interpretarono la Clausola di Riconoscimento come l'impossibilità da parte del Congresso o di ogni Stato di dichiarare una religione ufficiale o di preferirne una all'altra, ma supposto che le leggi non devono essere spogliate della moralità e della storia per essere dichiarate costituzionali. Il risultato è che si applica Lemon solo selettivamente considerando l'affermazione del giudice Douglas in Zorach contro Clauson, "siamo un popolo religioso le cui istituzioni presuppongono un Essere Superiore" 343 U.S. 306 (1952).
Quindi per molti conservatori, la Clausola di Riconoscimento impedisce unicamente lo stabilirsi di una chiesa di stato, non di riconoscere pubblicamente Dio né "portare avanti politiche che incoraggiano credenze generali che non favoriscano una particolare setta e che siano consistenti con gli obiettivi secolari del governo.

### Libero esercizio della Religione
In Sherbert contro Verner, 374 U.S. 398 (1963), la Corte Suprema ha richiesto che gli stati debbono adeguarsi allo standard di "scrutinio severo" quando si rifiuta di accettare condotte motivate dalla religione. Questo significava che un governo aveva bisogno di possedere un "interesse primario" riguardo a tale rifiuto. Il caso riguardava Adele Sherbert, alla quale è stato negato il sussidio di disoccupazione dallo stato del South Carolina, perché si è rifiutata di lavorare il sabato, cosa che era proibita alla fede Avventista del settimo giorno. In Wisconsin contro Yoder 406 U.S. 205 (1972), la Corte stabilì che una legge che "opprime indebitamente la pratica di una religione" senza un interesse primario, anche se può sembrare "all'apparenza insignificante" sarebbe comunque incostituzionale. La necessità di un interesse primario è stata evidenziata in Employment Division contro Smith, 494 U.S. 872 (1990), che stabilì che un tale interesse non fosse richiesto nella Clausola del Libero Esercizio riguardo ad una legge che non ha come obiettivo una particolare pratica religiosa.
In Church of Lukumi Babalu Aye contro City of Hialeah, 508 U.S. 520 (1993), la Corte Suprema stabilì che la città di Hialeah aveva emesso un'ordinanza che vietava sacrifici rituali, una pratica che è centrale per il culto della Santeria, mentre stabiliva delle eccezioni per alcune pratiche quali il sacrificio Kosher.
Siccome l'ordinanza non era "applicabile universalmente", la Corte stabilì che era necessario avere un interesse primario, il che non era presente quindi fu dichiarata incostituzionale.
Nel 1993, il Congresso approvò il Religious Freedom Restoration Act (RFRA), che mirava a ripristinare il requisito dell'interesse primario applicato in Sherbert e Yoder. In City of Boerne contro Flores, 521 U.S. 507 (1997), la Corte abbatté quegli elementi giuridici dell'atto che forzavano lo Stato e i governi locali a fornire protezioni che eccedevano quelle richieste dal primo emendamento sulla base che mentre il Congresso avrebbe potuto imporre l'interpretazione della Corte Suprema di un diritto costituzionale, il Congresso non poteva non imporre la sua propria interpretazione agli stati e alle municipalità.
Secondo la decisione della corte in Gonzales contro UDV, 546 U.S. 418 (2006), RFRA resta applicabile alle leggi federali quindi queste leggi devono ancora possedere un "interesse primario".

### Libertà di parola
L'ipotesi che il materiale che inneggia alla violenza, o che illustra atti di violenza, sia protetto dal primo emendamento è stata invocata, nella dottrina giuridica statunitense. La legge vigente, in materia di oscenità, registra un'attenta giurisprudenza da parte della Suprema Corte, con una definizione di oscenità variabile, che applica uno standard diverso per il materiale finalizzato alla gioventù, e la definizione di indecenza, che permette per regolamento federale di materiale trasmesso sui mass media.

### Discorsi critici del governo
La Corte suprema non ha mai deciso sulla costituzionalità di alcuna legge federale riguardo alla Clausola della libertà di Espressione fino al XX secolo. La Corte suprema non ha mai deciso sull'Alien and Sedition Acts del 1798, le cui previsioni sull'espressione si prescrissero nel 1801. I principali critici della legge,Thomas Jefferson e James Madison, erano per l'incostituzionalità degli Acts sulla base del primo emendamento e di altre leggi Costituzionali (es. il decimo emendamento).
L'Espionage Act del 1917 impose una sentenza massima di venti anni per chiunque avesse causato o tentato di causare "insubordinazione, slealtà, ammutinamento o insubordinazione nelle forze militari o navali degli Stati Uniti". Più di duemila soggetti furono condannati secondo l'Atto.
Un regista fu condannato a dieci anni di prigione perché il suo ritratto dei soldati inglesi in un film sulla rivoluzione Americana metteva in discussione la buona fede di un alleato Americano, il Regno Unito. Il Sediction Act del 1918 andò anche oltre, criminalizzando il linguaggio "sleale", "scurrile" o "ingiurioso" contro il governo.
Nel mezzo della Prima Guerra Mondiale, Charles Schenk, allora Segretario Generale del Partito Socialista, fu trovato colpevole di aver violato l'Espionage Act dopo che una perquisizione della sede dei Socialisti rinvenne un fascicolo di minute del Comitato Esecutivo. Il fascicolo conteneva una risoluzione, datata 13 agosto 1917 di stampare 15,000 opuscoli da inviare a uomini che erano stati riformati. Il contenuto di questi opuscoli incitava una fervente opposizione alla chiamata alle armi, paragonando i coscritti a dei condannati e incitando potenziali soldati di leva a "non sottomettersi all'intimidazione." L'appello di Schenk alla sua condanna arrivò alla Corte Suprema come Schenck contro United States, 249 U.S. 47 (1919). Secondo Schenk, l'Espionage Act violava la Clausola di libertà di Espressione del primo emendamento. La Corte Suprema respinse all'unanimità l'appello di Schenk e confermò la sua condanna. Il Giudice Oliver Wendell Holmes, Jr.,scrivendo per conto della Corte, spiegò che "la questione in ogni caso è se le parole usate sono usate in circostanze tali e sono di tale natura da creare un chiaro e imminente pericolo da far emergere quei mali sostanziali che il Congresso ha il diritto di prevenire"
Il test del "pericolo chiaro e imminente" di Schenk fu poi sviluppato in Debs United States, 249 U.S. 211 (1919). Il 16 giugno 1918, Eugene V. Debs, un attivista politico, tenne un discorso a Canton, Ohio, il cui tema principale era "il socialismo, la sua crescita e la previsione del suo grande successo. Debs parlò con orgoglio della devozione con la quale "i suoi più leali compagni pagavano le conseguenze della classe proletaria" - Questi erano Wagenknecht, Baker and Ruthenberg, i quali erano stati condannati di complicità e favoreggiamento con un altro nell'omettere di registrarsi per la leva. Inoltre, ore prima, Debs aveva detto di approvare un proclama e un programma contro la guerra adottati a Saint Louis nell'aprile 1917, che supportava una "costante, attiva e pubblica opposizione alla guerra, attraverso dimostrazioni, petizioni di massa e di ogni altro modo in loro potere". In seguito al suo discorso, Debs fu accusato e condannato sulla base dell'Espionage Act. Nel sostenere la sua condanna, la Corte argomentò che sebbene egli non abbia pronunciato nemmeno una parola che rappresentasse un "chiaro e imminente pericolo," presa nel contesto, il discorso aveva "una naturale tendenza e un probabile effetto di ostacolare il servizio di reclutamento"
Benjamin Gitlow fu condannato per Eversione contro la sovranità dello stato (Criminal Anarchy)dopo che fu scoperto a perorare "la necessità e l'opportunità di sovvertire e rovesciare l'ordine costituito con la forza, la violenza e con mezzi illegali" nel Left Wing Manifesto e mediante la pubblicazione e la circolazione di un giornale radicale chiamato The Revolutionary Age che supportava idee simili. Nel disquisire di fronte alla Corte Suprema, Gitlow sosteneva che "lo statuto nel modo in cui era interpretato e applicato nel procedimento della corte penalizzava la mera pronuncia "di dottrina" in se stessa non possedendo la qualità di incitamento senza riguardo alle circostanze della sua pronuncia o alla possibilità delle sequele illegali. Nel riconoscere che "la libertà di espressione 'non è assoluta' egli sosteneva "che può essere limitata 'solo nelle istanze dove il suo esercizio determina una relazione causale con un male sostanziale, consumato, tentato o simile. "Nel momento in cui lo statuto non prendeva in considerazione le circostanze in cui la letteratura offensiva era stata scritta, lo statuto violava il primo emendamento. La Corte respinse l'argomentazione di Gitlow. Scrivendo in rappresentanza della maggioranza, il giudice Terry Sanford dichiarò che "i discorsi incitanti alla sovversione dell'ordine costituito con mezzi illegali, presentano un pericolo sufficiente di male sostanziale che conduce alla loro punizione nell'ambito della discrezione legislativa....Tali discorsi per la loro stessa natura, comportano un pericolo all'ordine pubblico e alla sicurezza dello stato" Gitlow contro New York, 268 U.S. 652 (1925) espande ampiamente Schenck and Debs ma stabilì l'opinione generale della Corte che il primo emendamento è incorporato dal quattordicesimo emendamento per essere applicato dagli stati.
Nel 1940, il Congresso promulgò lo Smith Act, rendendo illegale il patrocinare "l'opportunità di sovvertire o eliminare qualsiasi governo negli Stati Uniti mediante la forza e la violenza. La legge fornì le forze di polizia di uno strumento per combattere i leader comunisti. Dopo che Eugene Dennis fu condannato nel processo di Foley Square per tentare di organizzare un Partito Comunista negli Stati Uniti in seguito allo Smith Act § 2, egli fece un ricorso per la revisione (certiorari) che la Corte Suprema accolse.
In Dennis contro United States 341 U.S. 494 (1951), la corte sostenne la legge 6-2 (il giudice Tom C. Clark non partecipò perché aveva sostenuto l'accusa quando era Attorney General) Il Presidente della Corte Fred M. Vinson si basò esplicitamente sulla prova di "chiaro e imminente pericolo" di Oliver Wendell Holmes, Jr. adattata dal giudice Learned Hand:"In qualunque caso, [le corti] devono verificare se la gravità del 'male' ridotta dalla sua improbabilità, giustifica una tale invasione della libertà di espressione come necessaria ad evitare il pericolo."
Chiaramente, Vinson suggerì che il chiaro e imminente pericolo intimava "che prima che il governo possa agire, deve aspettare fino a che il colpo di stato sia stato eseguito che i piani siano stati attuati e il segnale sia stato atteso.
Dennis non è mai stato esplicitamente sovvertito dalla corte ma la sua rilevanza all'interno della giurisprudenza del primo emendamento è diminuita considerevolmente dalle decisioni successive. Sei anni dopo Dennis, la Corte ha cambiato la sua interpretazione dello Smith Act. In Yates contro United States, 354 U.S. 298 (1957)la Corte stabilì che l'Atto era mirato alla "difesa dell'azione e non delle idee." Il sostegno di una dottrina astratta resta protetto mentre un discorso che inciti esplicitamente a sovvertire il governo è punibile secondo lo Smith Act.
Durante il periodo del Vietnam, la posizione delle Corti sulla critica al governo da parte del pubblico, cambiò drasticamente. Tuttavia la Corte suprema validò una legge che proibiva la contraffazione, la mutilazione o la distruzione di cartoline-precetto in United States contro O'Brien, 391 U.S. 367 (1968), temendo che bruciare cartoline precetto avrebbe interferito con "il buon ed efficiente andamento" del sistema della leva. L'anno seguente, invece, la Corte emise la sua decisione in Brandenburg contro Ohio, 395 U.S. 444 (1969), capovolgendo espressamente Whitney contro California, 274 U.S. 357 (1927) (un caso in cui una donna fu imprigionata per aver aiutato il Partito Comunista). Adesso la Corte Suprema si riferiva al diritto di parlare apertamente di azione violenta e di rivoluzione in termini ampi: [Le nostre] decisioni hanno modellato il principio che le garanzie costituzionali di libertà di espressione e di stampa non permettono ad uno stato di proibire o bandire il patrocinio o l'incitamento all'uso della forza o la violazione della legge, eccetto dove tale patrocinio sia diretto ad incitare o produrre un'imminente azione illegale ed è in grado di istigare o di causare tale azione.
Brandenburg ha eliminato la prova del "chiaro e imminente pericolo" introdotta in Schenk e erosa successivamente da Dennis. In Cohen contro California, 403 U.S. 15 (1971), indossare un giubbetto con la scritta "Leva Vaffanculo" nei corridoi del tribunale della Contea di Los Angeles è stato definito come "non punibile".

### Discorsi politici
La capacità di criticare pubblicamente anche i politici e i leader più importanti senza timore di ritorsioni fa parte del Primo Emendamento, perché il discorso politico è il discorso centrale del Primo Emendamento. Come ha affermato in modo esemplare la Corte Suprema rispetto al potere giudiziario del governo, il Primo Emendamento proibisce "qualsiasi legge che limiti la libertà di parola o di stampa... Deve essere considerato una regola della più ampia portata che il linguaggio esplicito , letto nel contesto di una società amante della libertà, consentirà. [...] L'ipotesi che il rispetto per la magistratura possa essere conquistato proteggendo i giudici dalle critiche pubblicate valuta erroneamente il carattere dell'opinione pubblica americana. Perché è un valore apprezzato Il privilegio americano di dire la propria, anche se non sempre con perfetto buon gusto, su tutte le istituzioni pubbliche, e un silenzio forzato, per quanto limitato, al solo scopo di preservare la dignità del ruolo susciterebbe probabilmente molto più risentimento, sospetto e disprezzo. di quanto non aumenterebbe il rispetto."

### Discorsi anonimi
In Talley contro California, 362 U.S. 60 (1960), la Corte ha annullato un'ordinanza della città di Los Angeles che definiva crimine distribuire opuscoli anonimi.
In McIntyre contro Ohio Elections Commission, 514 U.S. 334 (1995), la corte ha annullato uno statuto dell'Ohio che definiva un crimine distribuire materiale promozionale anonimo. Comunque in Meese contro Keene, 481 U.S. 465 (1987), la corte sostenne il Foreign Agents Registration Act del 1938, secondo il quale diversi film canadesi erano definiti come "propaganda politica", richiedendo che i loro sponsor fossero identificati.

### Finanziamenti elettorali
In Buckley contro Valeo, la Corte Suprema ha affermato la costituzionalità di alcune parti del Federal Election Campaign Act del 1971 mentre ha dichiarato altre sue parti e le leggi relative come incostituzionali. Queste leggi restringevano i contributi monetari che erano versati per le campagne elettorali e le spese dei candidati. La Corte ha concluso che i limiti ai contributi delle campagne "servivano all'interesse statale di base di salvaguardare l'integrità del processo elettorale senza violare direttamente i diritti dei singoli cittadini e dei candidati di partecipare alla discussione e al dibattito politico.
Comunque la Corte ha ribaltato i limiti di spesa, che secondo il suo giudizio imponeva "limiti sostanziali sulla quantità dell'opinione politica" 
Ulteriori regole sul finanziamento elettorale furono esaminate dalla Corte quando emise la sentenza McConnell contro Federal Election Commission.
Il caso era incentrato sul Bipartisan Campaign Reform Act of 2002 (BCRA), una legge federale che imponeva nuove restrizioni sui finanziamenti elettorali. La Corte Suprema sostenne la previsione che sbarrava la raccolta di soft money (contributi effettuati a favore di partiti e comitati - a differenza dell'hard money, contributi a favore di un candidato specifico) da partiti nazionali e l'uso di soft money da organizzazioni private che sovvenzionavano certe pubblicità relative alle elezioni.
Ad ogni modo, la Corte colpì la regola della "scelta di spesa", che richiedeva che i partiti potevano distribuire le spese tra tutti i loro candidati oppure lasciare che i candidati spendessero i fondi in modo indipendente, ma non entrambi i sistemi, cosa che loro trovavano "ponesse un onere incostituzionale al diritto dei partiti di fare spese illimitate in modo autonomo".
La Corte Suprema sentenziò anche che il provvedimento che vietava ai minori di versare contributi politici era incostituzionale, basandosi su Tinker contro Des Moines Independent Community School District.
In Federal Election Commission contro Wisconsin Right to Life, Inc., la Corte Suprema sosteneva una sfida di "come previsto"
alle previsioni della legge del 2002 riguardante la pubblicità poco prima di un'elezione primaria, di un caucus o di un'elezione. In Davis contro Federal Election Commission, la Corte Suprema dichiarò che le previsioni dell'"Emendamento del Milionario" di cui al BCRA come incostituzionali. La Corte sostenne che alleggerire le restrizioni di cui al BCRA per un avversario di un candidato che si autofinanziava spendendo almeno $350,000 di tasca propria, violava la libertà di espressione del candidato auto-finanziato.
In Cittadini Uniti contro la Commissione elettorale federale, la Corte stabilì che le restrizioni federali del BCRA sulla rappresentanza elettorale delle Corporations o dei sindacati, erano incostituzionali perché in violazione della clausola sulla libertà di espressione del primo emendamento. La Corte ribaltò Austin contro Michigan Chamber of Commerce, che aveva sostenuto una legge dello stato che proibiva alle corporations di utilizzare fondi di tesoreria per supportare o attaccare candidati durante le elezioni non violava il primo o il quattordicesimo emendamento. La Corte inoltre annullò la parte di McConnel che sosteneva tali restrizioni secondo il BCRA. In altre parole, si pensò che la decisione sosteneva che "le spese elettorali sono una forma di libertà di espressione protetta dal primo emendamento.
Un gruppo che sostiene un emendamento costituzionale per revocare Citizens United afferma che ""Noi [...] azione per emendare la nostra Costituzione al fine di affermare in modo indiscusso che il denaro non è espressione e che gli esseri umani e non le corporations sono persone titolari di diritti costituzionali.".